# Olios velox
Olios velox är en spindelart som först beskrevs av Simon 1880.  Olios velox ingår i släktet Olios och familjen jättekrabbspindlar.
Artens utbredningsområde är Peru. Inga underarter finns listade i Catalogue of Life.